# Устав Мурманской области
Уста́в Му́рманской о́бласти — основной закон Мурманской области, высший законодательный акт субъекта Российской Федерации. Устав закрепляет правовой статус Мурманской области как субъекта Федерации, организацию государственной власти, порядок нормотворческой деятельности, административно-территориальное деление и организацию местного самоуправления.

## История
Устав был принят Мурманской областной Думой 26 ноября 1997 года. Вносились изменения и дополнения 2 июля, 30 ноября 1998 г., 12 января 2000 г., 13 апреля, 14 июня 2001 г., 25 ноября 2002 г., 14 апреля 2004 г., 31 марта, 16 июня 2006 г., 28 марта 2007 г., 19 мая, 15 декабря 2008 г., 10, 25 июня 2009 г., 17 мая, 11 октября, 6 декабря 2010 г., 11 апреля, 12 июля, 29 ноября, 1, 27 декабря 2011 г., 6 июля 2012 г., 11 апреля 2013 г., 8 апреля 2014 г., 5 марта, 2 ноября, 25 декабря 2015 г., 27 мая 2016 г., 5 апреля, 10 ноября 2017 г., 12 марта, 10 декабря 2018 г.

## Структура
Устав состоит из преамбулы, 10 разделов, 17 глав, 98 статей.
Преамбула провозглашает следующее. Мурманская областная Дума, действуя от имени граждан Российской Федерации, проживающих на территории Мурманской области, основываясь на Конституции Российской Федерации, признавая права и свободы человека и гражданина как высшие ценности, руководствуясь интересами населения Мурманской области, выражая стремление к утверждению принципов правового государства и гражданского общества, принимает настоящий Устав Мурманской области.
- Раздел I. Общие положения (ст.ст. 1-16)
- Раздел II. Права, свободы и обязанности человека и гражданина (ст.ст. 17-22)
- Раздел III. Разграничение предметов ведения Российской Федерации и Мурманской области (ст.ст. 23-32)
- Раздел IV. Собственность, экономика и финансы (ст.ст. 33-44)
- Раздел V. Социальная политика (ст.ст. 45-54)
- Раздел VI. Осуществление государственной власти в Мурманской области (ст.ст. 55-82)
- Раздел VII. Местное самоуправление (ст.ст. 83-91)
- Раздел VIII. Порядок внесения изменений и дополнений в Устав Мурманской области (ст.ст. 92-94)
- Раздел IX. Заключительные и переходные положения (ст.ст. 95-98)